# Pariser Verbandsübereinkunft zum Schutz des gewerblichen Eigentums
Die Pariser Verbandsübereinkunft zum Schutz des gewerblichen Eigentums (PVÜ) ist einer der ersten internationalen Verträge auf dem Gebiet des gewerblichen Rechtsschutzes. Sie wird von der WIPO verwaltet und wurde am 20. März 1883 geschlossen und zuletzt im Jahre 1979 verändert.
Sie umfasst neben dem Patent-, Kennzeichen- (Marken), Musterrecht auch die Unterdrückung des unlauteren Wettbewerbs. Unter anderem sind darin einheitliche Regeln für Patente und Handelsmarken vereinbart.
Zum Beispiel wurde vereinbart, dass in keinem der Verbandsländer der Gebrauch patentierter Einrichtungen an Bord von Schiffen in bestimmten Fällen als Eingriff in die Rechte des Patentinhabers angesehen wird.
Vorarbeiten begannen 1873 und führten 1883 zu einer ersten Fassung, die seitdem mehrfach geändert wurde. Inzwischen gehören 176 Staaten diesem Abkommen an, jedoch nicht alle der aktuellen (Stockholmer) Fassung.
Die wichtigste Regelung ist die Priorität (Art. 4 PVÜ), auch Unionspriorität genannt. Wird ein Schutzrecht in einem Mitgliedstaat angemeldet, so kann es innerhalb einer Prioritätsfrist von einem Jahr bei Patenten und Gebrauchsmustern und 6 Monaten bei Marken und Geschmacksmustern in jedem anderen Mitgliedstaat unter Inanspruchnahme der Priorität der Erstanmeldung angemeldet werden. Eine beliebige Priorität zwischen verschiedenen Schutzrechtsarten ist jedoch nicht uneingeschränkt möglich. So können beispielsweise für eine Patentanmeldung beim Europäischen Patentamt keine Prioritäten aus Geschmacksmustern beansprucht werden.
Das Prioritätsrecht ist deswegen für den Patentanmelder wichtig, weil durch ein Patent nur eine Erfindung geschützt werden kann, die gegenüber dem Stand der Technik neu ist und auf einer erfinderischen Tätigkeit beruht. Wird für eine Patentanmeldung eine Priorität in Anspruch genommen, so ist für die Beurteilung von Neuheit und erfinderischer Tätigkeit das Prioritätsdatum maßgeblich, d. h. der Anmeldetag der Prioritätsanmeldung, so dass zwischenzeitliche Veröffentlichungen unberücksichtigt bleiben.
Ein weiteres Prinzip der PVÜ ist der Grundsatz der Inländerbehandlung, der in Art. 2 I PVÜ verankert ist. Das Prinzip besagt, dass die Angehörigen eines jeden der Verbandsländer in allen übrigen Ländern des Verbandes in Bezug auf den Schutz des gewerblichen Eigentums die Vorteile genießen, welche die betreffenden Gesetze den eigenen Staatsangehörigen gegenwärtig gewähren oder in Zukunft gewähren werden.
Ferner findet sich in Art. 6 quinquies PVÜ eine telle quelle-Klausel (franz. So wie sie ist). "Jede im Ursprungsland vorschriftsmäßig eingetragene Fabrik- oder Handelsmarke soll so, wie sie ist, unter den Vorbehalten dieses Artikels in den anderen Verbandsländern zur Hinterlegung zugelassen und geschützt werden."
Nach Art. 19 PVÜ können Verbandsländer einzeln untereinander Sonderabkommen zum Schutz des gewerblichen Eigentums treffen, sofern diese Abkommen den Bestimmungen des PVÜ nicht zuwiderlaufen. Solche Sonderabkommen sind beispielsweise der Zusammenarbeitsvertrag (PCT), der ein gemeinsames Anmeldeverfahren für alle seine Vertragsstaaten regelt, oder das Europäische Patentübereinkommen (EPÜ), das das Verfahren zur Patenterteilung für seine Vertragsstaaten vereinheitlicht und zentralisiert. Auch das Madrider Abkommen über die internationale Registrierung von Marken ist ein solcher Sonderverband.
Deutschland stand der PVÜ lange Zeit ablehnend gegenüber und trat erst mit Wirkung zum 1. Mai 1903 dem Vertrag bei.